# David Gow
Pour les articles homonymes, voir Gow.
David Gow (né en 1964 en Ontario) est un acteur, réalisateur, scénariste et producteur américain.

## Filmographie

### Acteur
- 1986 : Zombie Nightmare : Cop
- 1987 : Midnight Magic (TV) : Sam
- 1987 : Wednesday's Children: David : Cop #2
- 1987 : Ford: The Man and the Machine (TV) : Union Activist #1
- 1988 : Pin... : Officer Wilson
- 1988 : April Morning (TV) : Man at Akins Farm
- 1988 : La Loi criminelle (Criminal Law) : Reporter
- 1989 : The Carpenter : Larry
- 1989 : Day One (TV) : Jack Wisnovsky
- 1990 : The Scorpio Factor : Nigel
- 1990 : State Park : Bird Watcher
- 1991 : Le Peloton d'exécution (TV) : Lt. Wilson
- 1992 : Used People : Bill the Jeweler
- 1994 : To Save the Children (TV) : Alan Gordon
- 1994 : Mrs Parker et le cercle vicieux (Mrs. Parker and the Vicious Circle) : Donald Ogden Stewart
- 1995 : Jungleground : Ivan
- 1995 : The Wrong Woman : Braxton
- 1995 : Hiroshima (TV) : Col. Paul Tibbets
- 1996 : My Hometown (série TV) : Mr. Potter
- 1996 : Haute finance (« Traders ») (série TV) : Dr. Rubin
- 1997 : A Prayer in the Dark (TV) : Henry Farrow
- 2001 : Laughter on the 23rd Floor (TV) : Dave
- 2001 : WW3 (TV) : Dr. Kristof
- 2002 : Riders : Charlie / Brinks
- 2002 : Abandon : Passerby Outside Plum
- 2003 : Lost Junction (en) de Peter Masterson : Sheriff Frank
- 2003 : Jericho Mansions : Slasey
- 2003 : Les Invasions barbares
- 2004 : Monica la mitraille : L'Irlandais
- 2004 : Baby for Sale (TV) : Mr. Perryman
- 2004 : False Pretenses (TV) : Norm
- 2005 : Tripping the Wire: A Stephen Tree Mystery (TV) : Trish's Lawyer
- 2005 : Living with the Enemy (TV) : Dorn

### Réalisateur
- 2006 : Steel Toes

### Scénariste
- 2006 : Steel Toes

### Producteur
- 2006 : Steel Toes